# Exaptación
En biología, se conoce como exaptación a aquella estructura de un organismo que evoluciona originalmente como un rasgo que provee adaptación a unas determinadas condiciones, y una vez que ya está consolidado (generalmente, varios millones de años después) comienza a ser utilizado y perfeccionado en pos de una nueva finalidad, en ocasiones no relacionada en absoluto con su «propósito» original.
El concepto fue usado por primera vez en el artículo Exaptation - a missing term in the science of form de Stephen Jay Gould y Elisabeth Vrba, donde se trataba de explicar el origen de adaptaciones sumamente complejas a partir de estructuras sencillas, sin caer del todo en la idea de la preadaptación.

## Ejemplos de exaptaciones

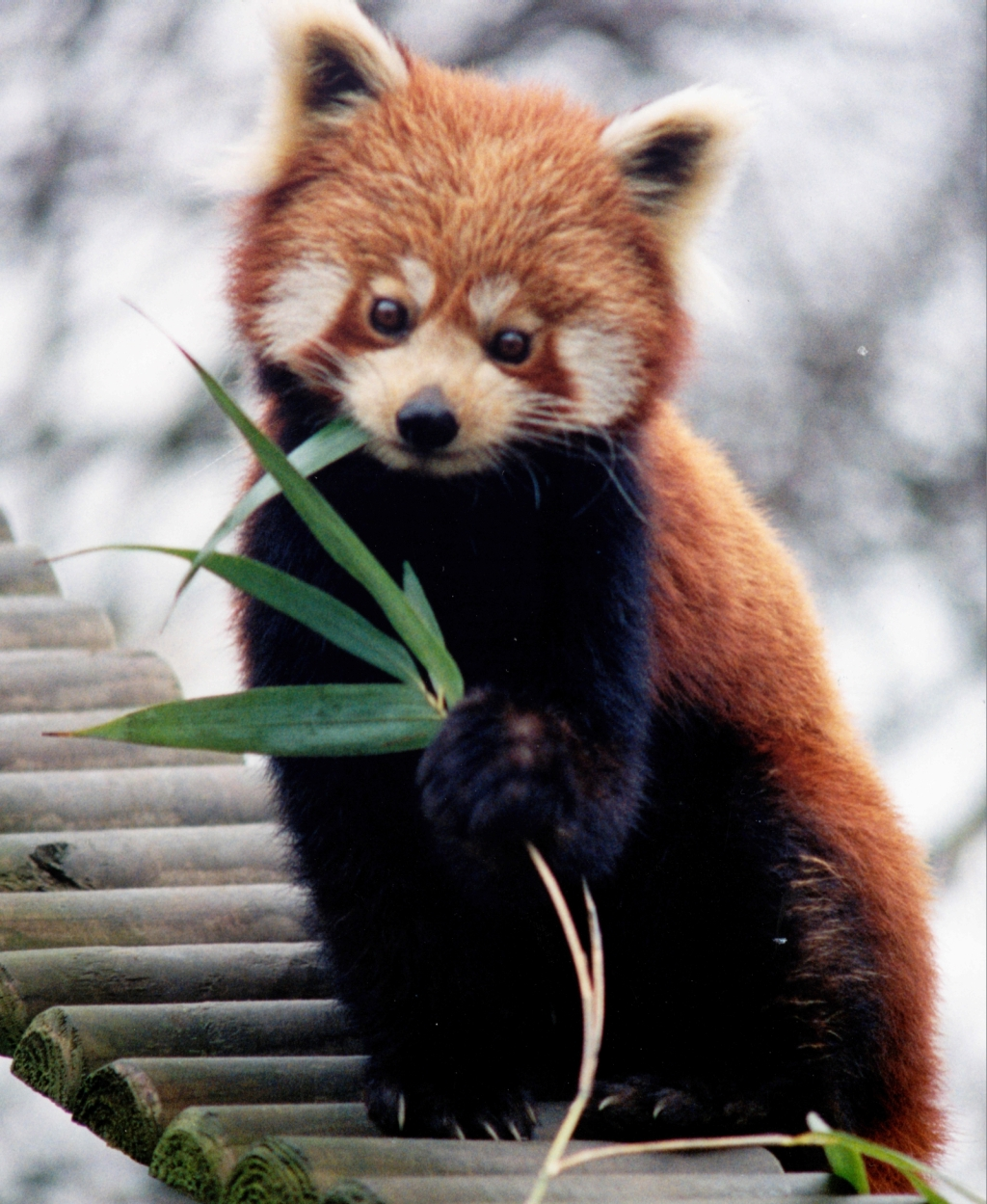
El falso pulgar con que el panda rojo manipula su alimento es un ejemplo de exaptación.

- Los huesos de los vertebrados, cuya posible función original habría sido la de servir como reservorio de calcio y posteriormente como protección de órganos vitales y aumento de la consistencia interna. Por último, la transición a la vida terrestre le permitió adoptar una nueva función de sostén.

- El oído de los vertebrados, originalmente aparecido como resultado residual de una estructura destinada a aspirar agua hacia las branquias sin necesidad de abrir la boca.[2]

- Las vejigas natatorias de los teleósteos, (directamente derivadas de pulmones de peces pulmonados ancestrales) empleadas como regulador de flotación.[3]

- Las extremidades de los vertebrados terrestres, derivadas de aletas que servían para maniobrar mejor en el agua. Se ha documentado recientemente un estadio intermedio que permitía la "flexión" pero no un auténtico avance por tierra, tal vez con el objetivo de superar pequeños obstáculos en aguas poco profundas.[4]

- Las plumas de las aves, originadas por la ramificación de los "pelos" corporales (protoplumas) de dinosaurios terópodos como reclamo sexual o medio para mantener la temperatura corporal de forma más eficiente. Su uso como estructura voladora apareció más tarde tras servir de paracaídas ocasional a terópodos arborícolas.

- El falso pulgar del panda rojo (Ailurus fulgens), actualmente usado como órgano para manipular bambú antes de comérselo, pero originalmente relacionado con el desplazamiento y la caza sobre los árboles.[5]